# Bảo tàng Khảo cổ, Krakow
Bảo tàng Khảo cổ Kraków (tiếng Ba Lan: Muzeum Archeologiczne w Krakowie) là một bảo tàng lịch sử ở Krakow, Lesser Ba Lan Voivodeship, Ba Lan. Nó được thành lập vào năm 1850.

## Lịch sử
Bảo tàng Khảo cổ học ở Kraków là bảo tàng khảo cổ lâu đời nhất ở Ba Lan. Nó được thành lập như Bảo tàng của Cổ nhân, bởi một nhóm trí thức và học giả thuộc Hội Khoa học Kraków (Towarzystwo Naukowe Krakowskie, TNK) trong Phân vùng của Ba Lan. Quy tắc đối ngoại trong Phân vùng Áo đã ngăn cấm sự tồn tại của các tổ chức yêu nước Ba Lan ngoại trừ các xã hội học tập như TNK; dẫn đến việc thành lập một bảo tàng là trung tâm của các hoạt động văn hóa xã hội Ba Lan. Hiệp hội TNK tài trợ cho việc thành lập bảo tàng, tồn tại ở Kraków từ năm 1816. Nó đã thành lập Phòng Nghệ thuật và Khảo cổ của riêng mình vào năm 1848.
Đạo luật thành lập được ký kết vào ngày 18 tháng 2 năm 1850 bởi Ủy ban bao gồm những nhân vật đáng chú ý như Giám đốc Thư viện Jagiellonia, Józef Muczkowski (Chủ tịch Ủy ban), Karol Kremer (thành viên của Sejm của Thành phố Tự do Kraków: Rzeczypepka, Wincenty Pol (Giáo sư UJ, nhà thơ và nhà thám hiểm), cũng như Teofil Żebrawski (kiến trúc sư, thanh tra thành phố). Một loạt các tài liệu bao gồm tuyên bố sứ mệnh của bảo tàng đã được viết cho chính quyền, chỉ định mức độ ưu tiên của bảo tàng trong việc thu thập các phát hiện khảo cổ từ các nhà tài trợ tư nhân. Triển lãm bảo tàng đầu tiên được khai trương vào năm 1857 tại Cung điện Lubomirski lúc số 17 đường sw.Jana. Bộ sưu tập có nguồn gốc chủ yếu từ sự đóng góp tư nhân của nhiều gia đình quý tộc Ba Lan, bao gồm tượng Zbruch Idol (wiatowid ze Zbrucza), là biểu tượng của bảo tàng.
Bảo tàng được chia thành 5 triển lãm thường trực chính: Các vị thần của Ai Cập cổ đại, gốm thời tiền sử, Vường Gốm sứ,  Tiền sử và Đầu thời Trung Cổ của Lesser Poland, và các giỏ hàng của Bronocice, trong đó bao gồm các Bronocice Pot (3635-3370 BC) - một chiếc bình gốm được khắc với hình ảnh được biết đến sớm nhất về những gì có thể là một chiếc xe có bánh xe.

## Hình ảnh

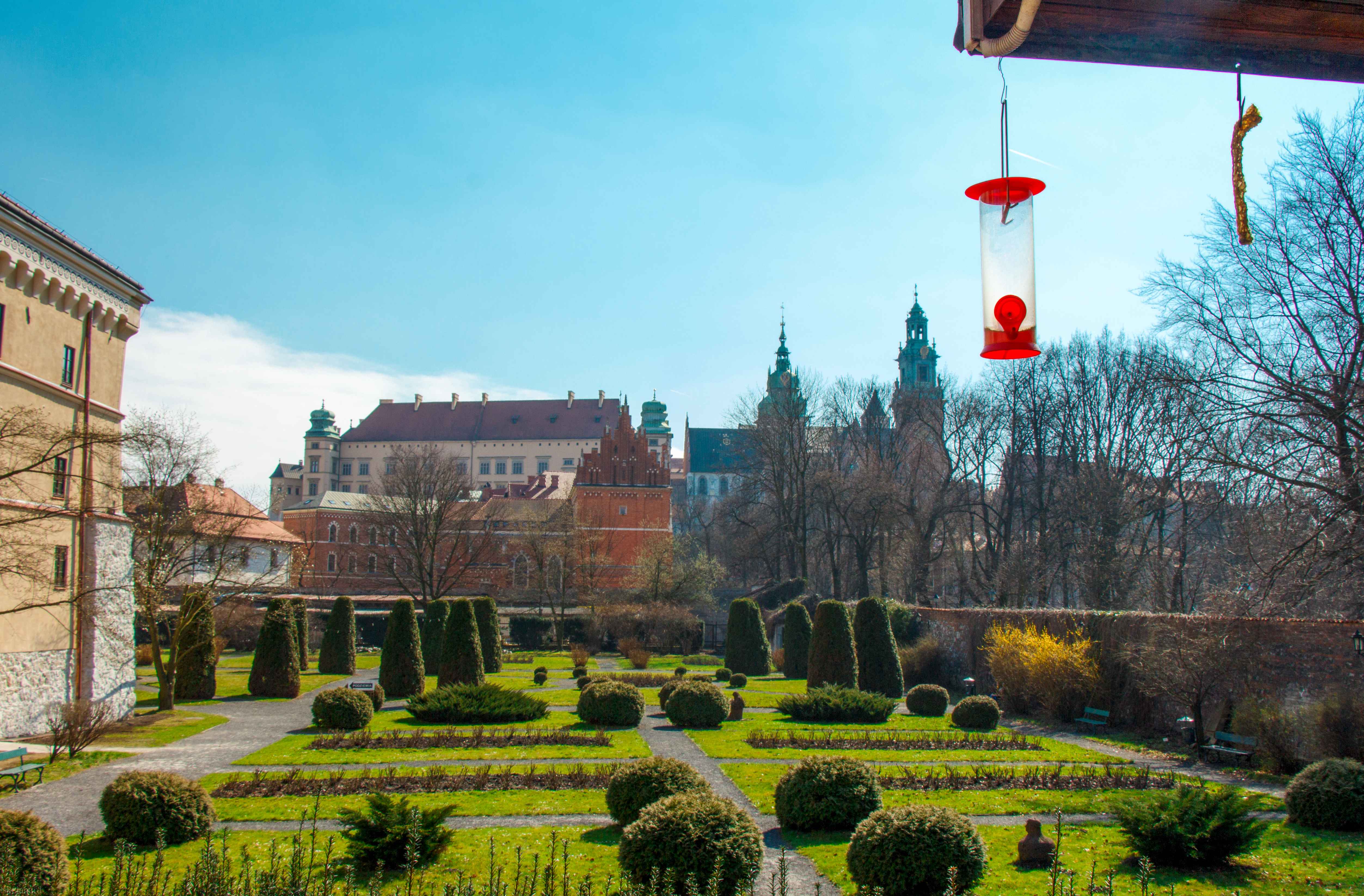
Vườn bảo tàng với tầm nhìn ra đồi Wawel
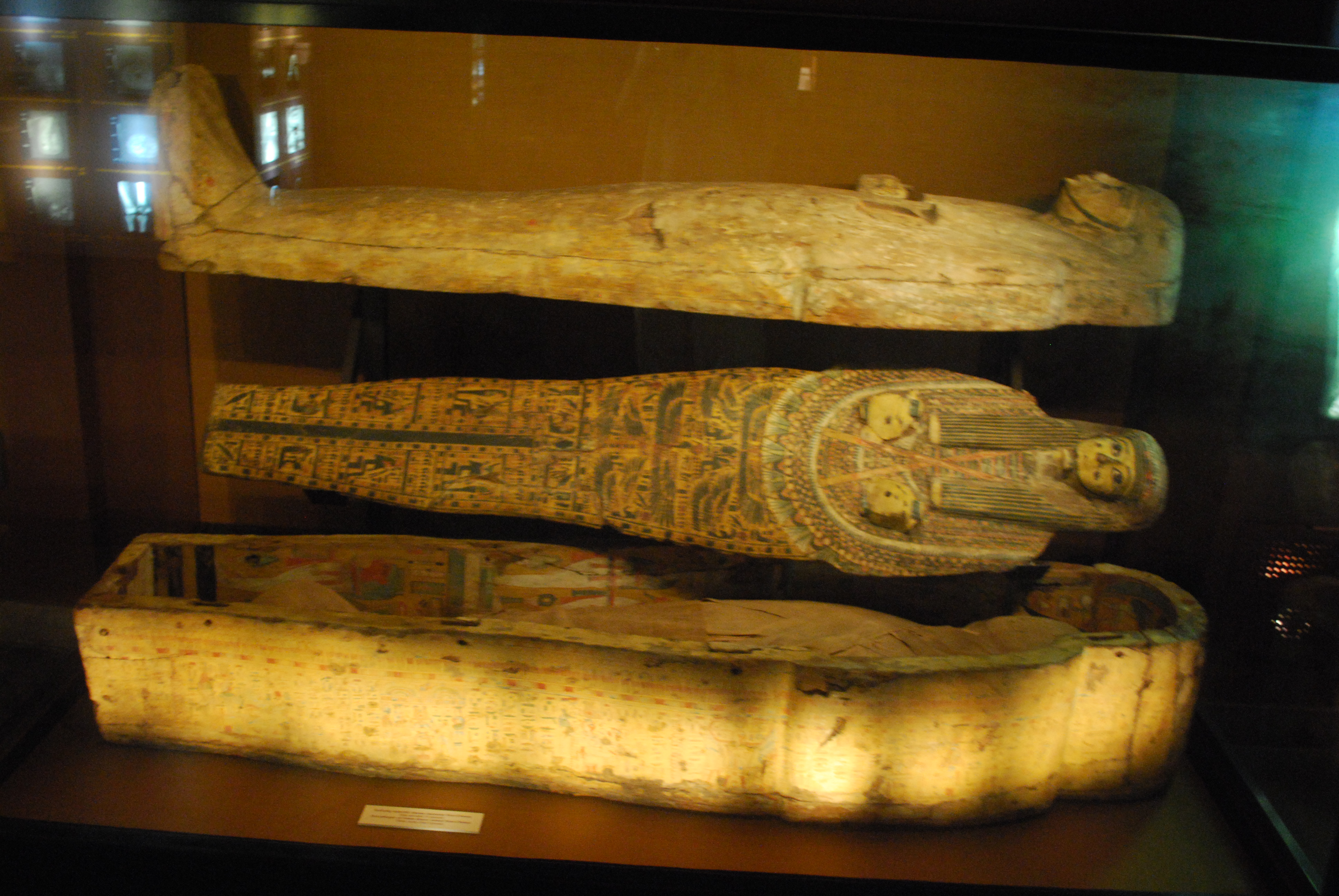
Xác ướp Ai Cập
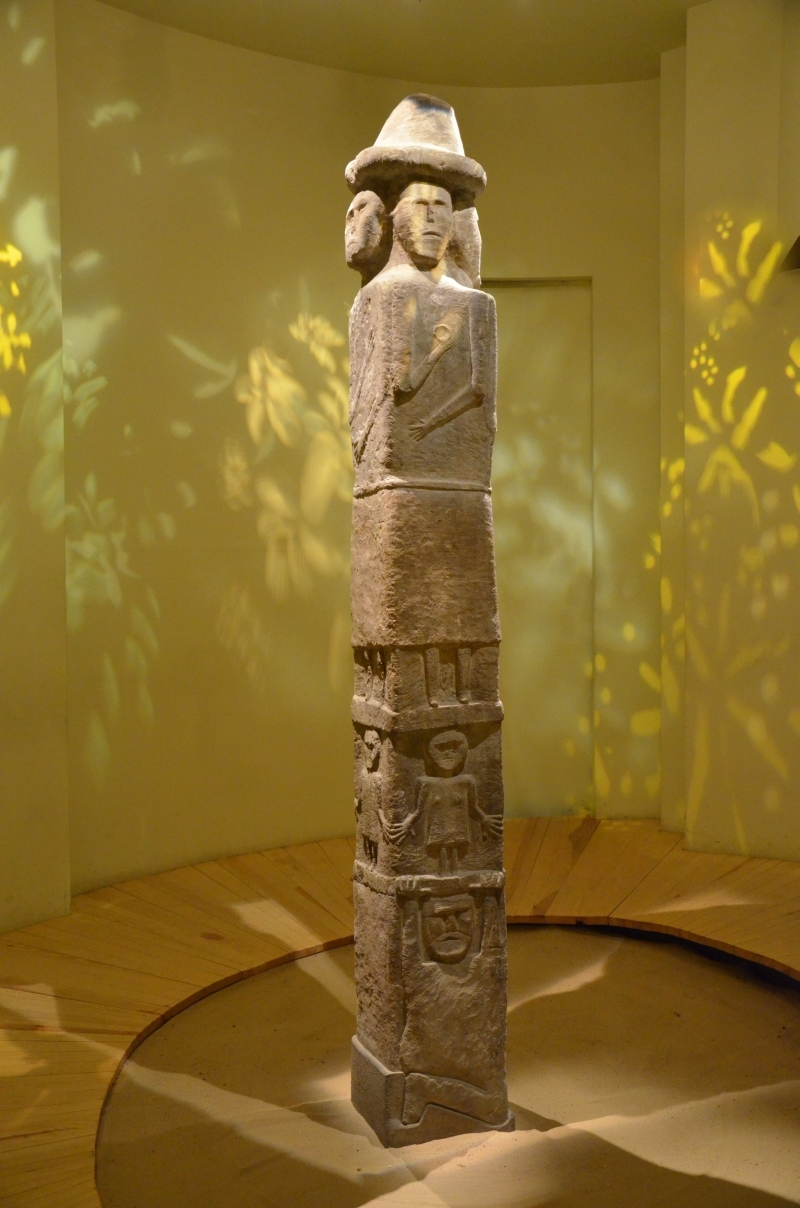
Thần tượng Zbruch
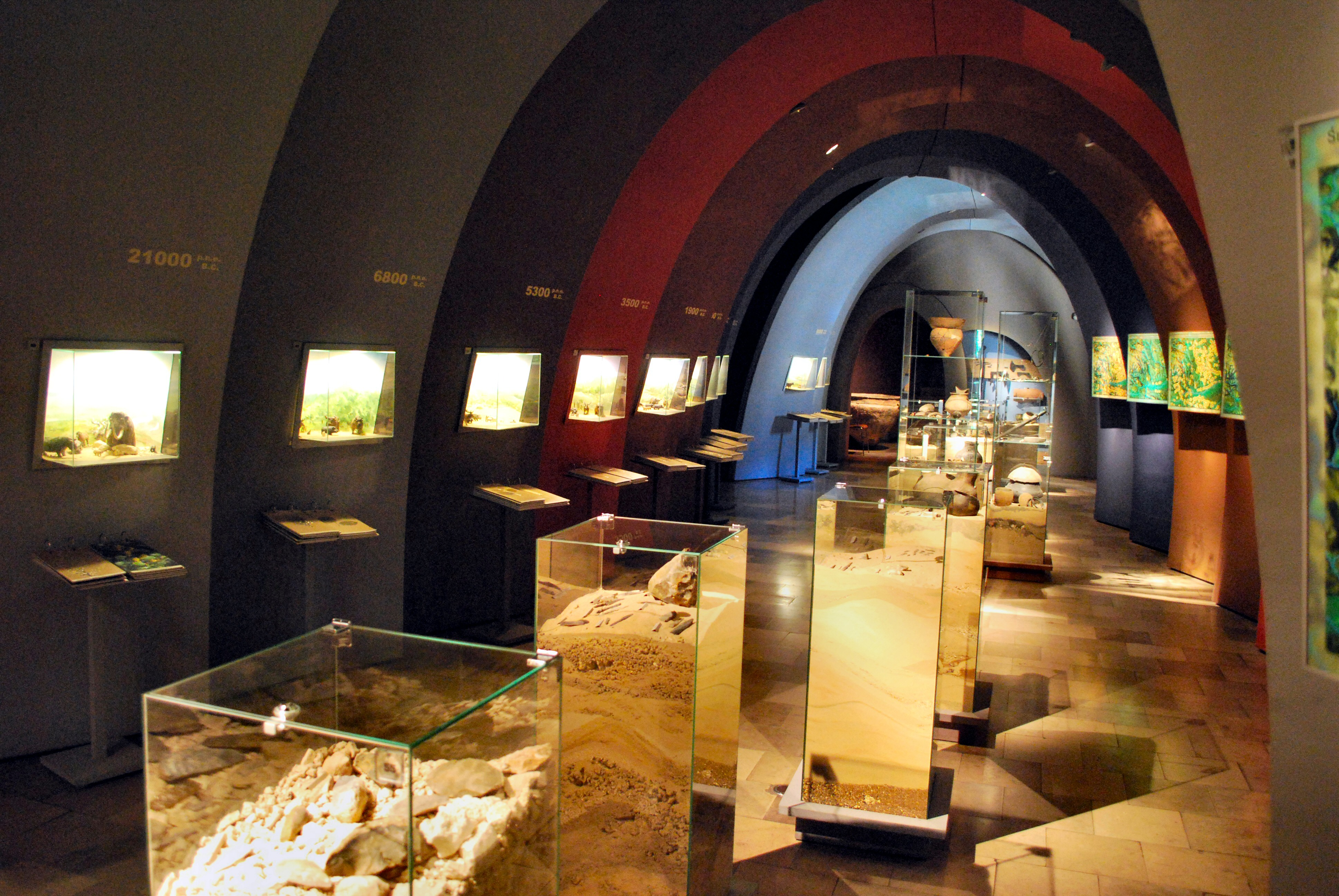
Nội thất bảo tàng
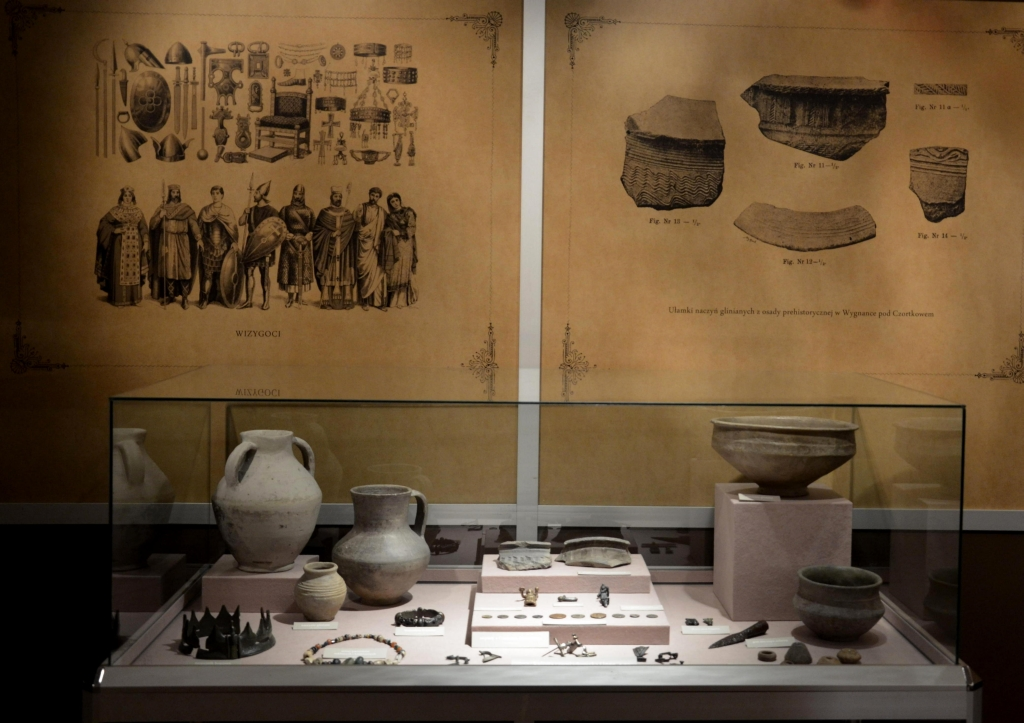
Gốm Ostrogothic
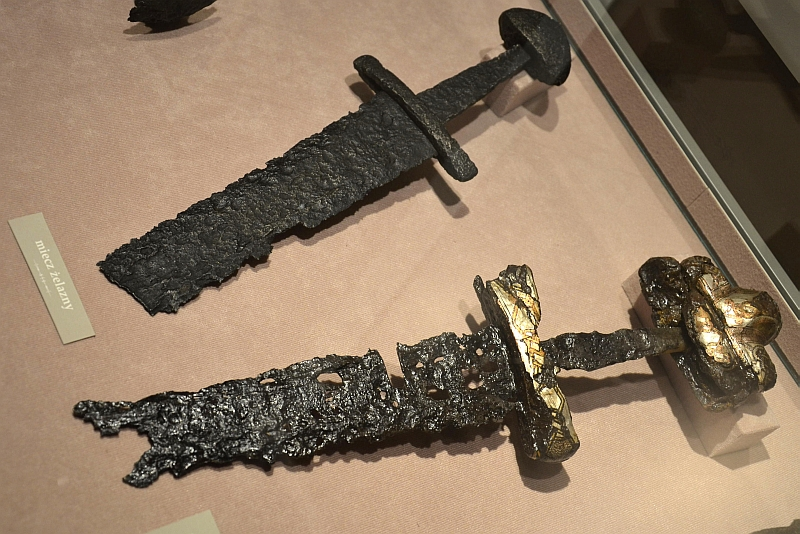
Kiếm Viking
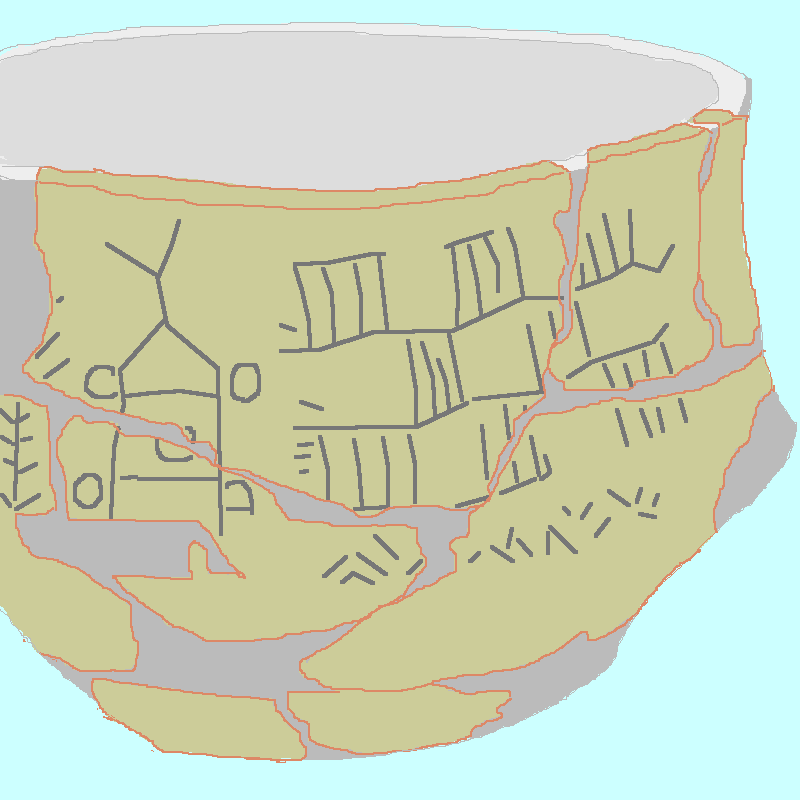
Nồi phế quản